# Loris Chavanette
Loris Chavanette, né en 1981, est un historien et romancier français, spécialiste de la Révolution française et du Premier Empire.

## Biographie

### Recherche
En 2013, il obtient le titre de docteur en histoire pour sa thèse Repenser le pouvoir après la Terreur – Justice, répression et réparation dans la France thermidorienne (1794-1797). Loris Chavanette reçoit pour ce travail le prix de thèse de l'Assemblée nationale 2013.
L'ouvrage collectif Le Directoire. Forger la République, qu'il dirige, reçoit un accueil favorable dans la presse,.
En février 2017, il publie le livre issu de la thèse, Quatre-vingt-quinze. La Terreur en procès chez CNRS Éditions. Le livre a été retenu dans la sélection finale prix Chateaubriand 2017 et a fait l'objet de plusieurs comptes rendus dans la presse,,.
En 2018, Loris Chavanette contribue à l'ouvrage collectif dirigé par Patrice Gueniffey et François-Guillaume Lorrain, intitulé Les Grandes décisions de l'histoire de France. Le chapitre porte sur le procès et l'exécution de Louis XVI.
En 2021, revenant à la trajectoire de Georges Jacques Danton et Camille Desmoulins, Loris Chavanette publie une biographie croisée, chez Passés Composés, Danton et Robespierre : le choc de la Révolution. Le livre est préfacé par Emmanuel de Waresquiel. Dans sa recension de l'ouvrage pour Marianne, Philippe Foussier analyse : « Loris Chavanette réussit à captiver le lecteur en l'emmenant au-delà des clichés et des images d'Epinal qui, depuis deux cent trente ans, ont pullulé sur les deux hommes. [...] En nous faisant vivre le "choc" de la Révolution, ce livre d'histoire rigoureux et balancé, cette biographie croisée, se lit comme un roman d'aventure ».

### Romancier et scénariste
Pour le centenaire de la fin de la Première Guerre mondiale, il participe, comme conseiller historique du film documentaire Apocalypse, la Paix impossible (1918-1926), réalisé par Daniel Costelle et Isabelle Clarke, et diffusé sur France Télévisions le soir du 11 novembre 2018. À cette occasion, il publie un article dans Le Point sur le signataire de l'armistice côté allemand, Matthias Erzberger.
En 2020, il sort chez Éditions Albin Michel un premier roman La Fantasia, consacré à l'époque de la présence française en Algérie, dans lequel le personnage principal Mariane, vivant désormais à Montpellier, fait le récit de sa jeunesse en Algérie à son petit-fils Antoine. Pour Laure Joanin, journaliste au Midi libre : « Lyrique et sensuelle, La Fantasia est un voyage dans le temps et dans l’espace, des montagnes de Tlemcen aux étendues verdoyantes de la région de Mostaganem jusqu’au quartier de l’Écusson où s’éteint doucement Mariane ».

## Publications

### Ouvrages
- La Révolution française et Napoléon (co-auteur), collection dirigée par Jacques Le Goff, Paris, Le Monde et National Geographic, 2014.
- Waterloo. Acteurs, historiens, écrivains, Paris, Gallimard, Folio classique, 2015, 896 p. (Préface de Patrice Gueniffey).  (ISBN 9782070461899)
- Quatre-vingt-quinze : la Terreur en procès  (préf. Patrice Gueniffey), Paris, CNRS Éditions, 2017, 397 p. (ISBN 978-2-271-09001-0, présentation en ligne), [présentation en ligne], Prix de la Fondation Stéphane Bern - Institut de France[14].
- La Fantasia (roman) Paris, Albin Michel, 2020, Prix Méditerranée du Premier roman.
- Entre l'éternité, l'océan et la nuit. Correspondance de Napoléon Ier (préf. Patrice Gueniffey), Paris, Robert Laffont, coll. Bouquins, 2020. (ISBN 978-2-221-18890-3)
- Le Directoire. Forger la République 1796-1799, CNRS éditions, 2020, 335 p, (sous la direction de), (ISBN 978-2-271-12425-8).
- Danton et Robespierre : le choc de la Révolution, Paris, Passés Composés, 2021, 480 p. (ISBN 978-2-37933-024-7).
- Le 14 juillet de Mirabeau. La revanche du prisonnier, Tallandier, 2023.
- La Tentation du désespoir, Plon, 2024.

### Direction d'ouvrages collectifs
- Loris Chavanette et Francesco Dendena (dir.), L’historien vivant (1789-1830), dans la revue  La révolution française, Cahiers de l’Institut d’histoire de la Révolution française, Paris I, numéro 10, juin 2016, [lire en ligne].

### Préfaces
Auguste Villiers, 89. Poésies Républicaines, Abordo Éditions, Bordeaux, 2022, avec une préface de Loris Chavanette, et une postface de Carles Diaz

### Chapitres et articles
- « Le procès de Fouquier-Tinville, ou l'accusation de terreur en l'an III », dans Juger la "terreur". Justice transitionnelle et République de l'an III (1794-1795), La documentation française, 2021, p. 47-60
- « Le discours thermidorien de la justice : le Verbe contre la Terreur », dans Sophie-Anne Leterrier et Olivier Tort (dir.), Rhétorique et politisation de la fin des Lumières au printemps des peuples, Artois Presses Université, 2021, p. 33-48
- « Justice transitionnelle et République de l'an III », avec Hervé Leuwers, Denis Salas et Ronen Steinberg, dans Annales historiques de la Révolution française, Armand Colin, 2019, no 4, p. 121-146
- « Le procès et l'exécution de Louis XVI (1792-1793) », dans Patrice Gueniffey et François-Guillaume Lorrain (dir.), Les Grandes décisions de l'histoire de France, Paris, Perrin-Le Point, 2018.
- « Un héros européen. Napoléon l'audacieux vu par Edgar Quinet », dans Sophie Guermès et Brigitte Krulic (dir.), Edgar Quinet, une conscience européenne, Bruxelles, Peter Lang, 2018.
- « La Révolution ou les voix de la subjectivité. La mémoire, l'histoire, l'oubli après la Terreur », dans Francesco Dendena (dir.), Nella breccia del tempo.Scrittura e uso politico della storia in Rivoluzione, Milan, Bruno Mondadori, 2017.
- « Écrire l'histoire de la Terreur ou le piège de la Méduse : Thibaudeau après le 9 thermidor », LRF (cahiers de l'Institut d'Histoire de la Révolution française - Paris I), n° 10, 2016, [lire en ligne].
- « Séparer le bon grain de l'ivraie. Quels héritages de la Révolution française après la Terreur ? », Histoire et Liberté, revue publiée par l'Institut d'Histoire Sociale, « Quel est l'héritage de la Révolution française aujourd'hui ? », n° 58, octobre 2015, [lire en ligne].
- « Balzac, Waterloo et le « Napoléon du peuple », Le Courrier balzacien, n° 35, février 2016, [présentation en ligne].
- « Quand les avocats racontent l'histoire : l'anecdote judiciaire dans les plaidoyers des défenseurs officieux à l'époque de la Révolution française », dans G. Haroche-Bouzinac, C. Esmein-Sarrazin, G. Rideau, G. Vickermann-Ribémont (dir.), L'Anecdote entre littérature et histoire à l'époque moderne, Rennes, Presses universitaires de Rennes, 2015, [lire en ligne].
- « Le Tribunal révolutionnaire sous la Terreur : un prétoire populaire et sacré. Lecture des Dieux ont soif d'Anatole France », dans Sophie Delbrel et Josette Rico (dir.), La lettre et la loi. Envers et endroit du prétoire, Paris, Cujas, 2015,  (ISBN 978-2-254-15406-7).